# Rivière Pahunan
La rivière Pahunan est un affluent de la rivière Kitchigama, dans la région administrative du Nord-du-Québec, dans la province canadienne de Québec, au Canada. Le cours de cette rivière coule dans les cantons de Grasset, de Forest et de Paramé.
Ce bassin versant ne comporte pas de routes forestières d’accès. La surface de la rivière est habituellement gelée du début novembre à la mi-mai, toutefois la circulation sécuritaire sur la glace se fait généralement de la mi-novembre à la mi-avril.

## Géographie
Les principaux bassins versants voisins sont :
- côté Nord : rivière Kitchigama, ruisseau Kashapuminatikuch ;
- côté Est : rivière des Deux Lacs, lac Soscumica ;
- côté Sud : rivière Gouault, rivière Allard ;
- côté Ouest : rivière Kitchigama, rivière Joncas, rivière Rouget.

La rivière Pahunan prend sa source d’un petit lac non identifié (altitude : m) situé à :
- 131,6 km au Sud-Est du cours de la rivière Nottaway ;
- 22,7 km au Sud de l’embouchure de la rivière Pahunan ;
- 131,6 km au Sud-Est de l’embouchure de la rivière Kitchigama ;
- 160,7 km au Sud-Est de l’embouchure de la rivière Nottaway ;
- 34,0 km au Nord-Ouest du centre-ville de Matagami.

À partir de sa source dans le canton de La Pérouse, la rivière Pahunan coule sur environ 46 km selon les segments suivants :
- 4,4 km vers le Nord, jusqu’à la limite Sud du canton de Paramé ;
- 2,1 km vers le Nord-Ouest, jusqu’à la limite Est du canton de la Forest ;
- 16,5 km vers le Nord en formant une grande courbe vers l’Ouest dans le canton de la Forest et en serpentant dans des zones de marais, jusqu’à la limite du canton de Paramé ;
- 10,8 km vers le Nord-Est, en serpentant jusqu’à la décharge d’un lac (venant de l’Est) ;
- 9,6 km vers le Nord, puis vers l’Ouest, jusqu’à la limite des cantons ;
- 5,1 km vers le Nord, en serpentant jusqu’à son embouchure[2].

La rivière Pahunan se déverse dans un coude de rivière sur la rive Sud de la rivière Kitchigama. Cette confluence est située à :
- 111,4 km au Sud-Est de l’embouchure de la rivière Kitchigama ;
- 126 km au Sud-Est de l’embouchure de la rivière Nottaway (confluence avec la Baie de Rupert) ;
- 53,5 km au Nord-Ouest du centre-ville de Matagami ;
- 24 km au Sud-Ouest du lac Soscumica.

## Toponymie
Le toponyme « rivière Pahunan » a été officialisé le 5 décembre 1968 à la Commission de toponymie du Québec, soit à la création de cette commission